# Julien Mazet
Julien Mazet (født 16. marts 1981) er en tidligere fransk professionel cykelrytter.